# Firefox for iOS
Firefox for iOS是Mozilla开发的自由及开放源代码软件的移动端网页浏览器，适用于iPhone、iPad和iPod Touch。由于蘋果公司要求iOS上的所有浏览器必须使用内置的基于iOS WebKit的渲染框架和WebKit JavaScript，Firefox for iOS不能使用Gecko排版引擎，使Firefox for iOS成为Firefox系列浏览器中第一个不使用Gecko排版引擎的浏览器。Firefox for iOS支持Firefox同步，同步历史记录、书签和最近的标签页。

## 特点
Firefox for iOS支持许多与其他移动浏览器类似的功能，包括标签页、历史记录和书签。它还有一些独特的功能，包括与Firefox Focus相同的跟踪保护，以及支持不同设备之间同步Firefox帐户。
与Firefox for Android不同，Firefox for iOS不支持浏览器扩展程序，使用的是苹果公司的Webkit渲染引擎，而不是Mozilla的Gecko，来满足向App Store (iOS/iPadOS)提交应用程序的规定。

## 参阅
- Firefox for Android：Android平台的浏览器
- Firefox Focus：注重隐私保护的移动端浏览器
- Firefox：Mozilla的桌面端浏览器
- Safari：iOS的默认浏览器
- Minimo：Mozilla移动端浏览器之前的项目
- 移动浏览器